# Les Yeux du témoin
Pour plus de détails, voir Fiche technique et Distribution.
Les Yeux du témoin (Tiger Bay) est un film britannique réalisé par J. Lee Thompson et sorti en 1959.

## Synopsis
Gillie, une fillette de 12 ans, a vu le jeune marin polonais Korchinsky abattre sa petite amie avec un révolver. Gillie lui subtilise l'arme, mais lorsque la police la découvre en possession du revolver, elle invente des histoires, car des liens particuliers se sont tissés entre elle et le meurtrier.

## Fiche technique
- Titre : Les Yeux du témoin
- Titre original : Tiger Bay
- Réalisation : J. Lee Thompson
- Scénario : John Hawkesworth et Shelley Smith d'après la nouvelle de Noël Calef, Rodolphe et le Révolver (1957)
- Musique : Laurie Johnson
- Chant religieux : The Lord's My Shepherd, adaptation du Psaume 23 par Francis Rous (paroles) et Jessie Neymour Irvine (musique), interprété par Hayley Mills
- Direction de la photographie : Eric Cross
- Montage : Sidney Hayers
- Décors : Edward Carrick
- Costumes : Edward Carrick, John Irwin, Vi Murray
- Pays d'origine :  Royaume-Uni
- Langues de tournage : anglais, polonais, espagnol
- Producteurs : John Hawkesworth, Leslie Parkyn, Julian Wintle
- Société de production : Independent Artists
- Société de distribution : The Rank Organisation
- Format : noir et blanc — 35 mm — 1.66:1 — son monophonique (RCA Sound Recording)
- Genre : thriller
- Durée : 105 minutes
- Date de sortie : mars 1959 au  Royaume-Uni

## Distribution
- John Mills : le policier Graham
- Horst Buchholz : Korchinsky
- Hayley Mills : Gillie
- Yvonne Mitchell : Anya
- Anthony Dawson : Barclay
- Megs Jenkins : Madame Philips
- Paul Stassino : le premier officier du Poloma

## Distinctions
- Berlinale 1959 :
  - Ours d'argent, prix spécial du jury à Hayley Mills
- BAFTA 1960 :
  - Hayley Mills, nouvelle venue la plus prometteuse au cinéma
  - J. Lee Thompson, nommé pour le prix du meilleur film
  - John Hawkesworth et Shelley Smith, nommés pour le prix du meilleur scénario britannique

## Autour du film
- Débuts au cinéma d'Hayley Mills, l'une des filles de John Mills, qui deviendra l'héroïne des productions Walt Disney durant les années 1960[1].